# Daniły
Daniły (lit. Donylos; żmudz.: Duonīlas) – wieś na Litwie, w okręgu tauroskim, w rejonie szyłelskim, w starostwie Kołtyniany. Leży w odległości około pięciu kilometrów na północ od Kołtynian oraz jeden kilometr na południe od prawego brzegu rzeki Ašvija. W 2001 wieś zamieszkana była zaledwie przez jedną osobę. Dawniej Daniły leżały na terenach wchodzących w skład Rzeczypospolitej, a po III rozbiorze Polski Kraju Północno-Zachodniego Imperium Rosyjskiego. Wchodziły w skład parafii Kołtyniany należącej do powiatu rosieńskiego. W pobliżu znajduje się także miejscowość Dirgėlai.